# قحطان (الجميمة)
قحطان هي إحدى قرى عزلة الجميمة بمديرية الجميمة التابعة لمحافظة حجة، بلغ تعداد سكانها 1791 نسمة حسب تعداد اليمن لعام 2004.